# Hjalmar Klarqvist
Axel Hjalmar Klarqvist, född 18 oktober 1914 i Ed, död 22 maj 2004 i Gävle, var en svensk bandyspelare. Hjalmar var bror till bandyspelaren Henry "Brinken" Klarqvist.
- Klubbar: Slottsbrons IF, Bollnäs GIF
- Position: Högerinner
- SM-guld: 1934, 1936, 1938, 1941 för Slottsbrons IF
- Deltog 1933-41 i sju landskamper, mestadels som vänsterinner
- Stor grabb i bandy: Nr 17